# Luis Abarca
Luis Hernán Abarca Aravena (Peñaflor, Chile, 28 de junio de 1965) es un exfutbolista y actual entrenador chileno. Jugaba de defensa y militó en diversos clubes de Chile.

## Trayectoria
Luis Abarca se formó en las divisiones inferiores de Universidad Católica, donde debutó en el primer equipo cruzado en 1983. Ganó dos títulos nacionales con los cruzados, el primero en 1984 y el segundo en 1987, este último en una dura lucha con Colo-Colo (equipo que sería el acompañante de su club, en la Copa Libertadores de América 1988). 
Jugó en los cruzados hasta 1990, ya que en 1991, fue fichado por un año en Cobreloa, donde compartió plantel con jugadores como Mario Osbén y Marco Antonio Figueroa. En 1992, Abarca fichó en Universidad de Chile, donde también ganó dos títulos nacionales, el primero en 1994 y el segundo en 1995, en ambas tuvo una reñida lucha con Universidad Católica, club donde Abarca debutó profesionalmente. En 1996, llegó con Universidad de Chile a las semifinales de Copa Libertadores de América, donde fue parte del plantel que conformó el argentino Miguel Ángel Russo. 
Jugó en los azules hasta 1997, ya que en 1998, acabó fichando en Deportes Iquique, donde estuvo en el plantel que conformó Jorge Garcés y que venía de ascender a la Primera División. En 1999, termina su carrera futbolística en el equipo iquiqueño, justo en que en ese mismo año, su club finalmente desciende por la Liguilla de Promoción, perdiendo los 2 partidos ante Everton.
Años después inició su carrera como entrenador, específicamente en equipos de la Tercera División.

## Selección nacional
Participó en la selección chilena en 1991, siendo nominado por Arturo Salah. Jugó 3 partidos, sin convertir goles.

### Partidos internacionales
| 1     | 9 de abril de 1991 | Estadio Luis "Pirata" Fuente, Veracruz, México | México     | 1-0 | Chile   |   |  | Arturo Salah | Amistoso |
| 2     | 22 de mayo de 1991 | Estadio Lansdowne Road, Dublín, Irlanda        | Irlanda    | 1-1 | Chile   |   |  | Arturo Salah | Amistoso |
| 3     | 30 de mayo de 1991 | Estadio Santa Laura, Santiago, Chile           | Chile      | 2-1 | Uruguay |   |  | Arturo Salah | Amistoso |
| Total | Total              | Total                                          | Presencias | 3   | Goles   | 0 |  |              |          |

| Selección chilena | Selección chilena | Selección chilena |
| Año               | Partidos          | Goles             |
| ----------------- | ----------------- | ----------------- |
| 1991              | 3                 | 0                 |
| Total             | 3                 | 0                 |

## Clubes

### Como jugador
| Club                 | País  | Año       | Goles |
| -------------------- | ----- | --------- | ----- |
| Universidad Católica | Chile | 1983-1990 | 4     |
| Cobreloa             | Chile | 1991      | 1     |
| Universidad de Chile | Chile | 1992-1997 | 2     |
| Deportes Iquique     | Chile | 1998-1999 | 1     |

### Como entrenador
| Club                 | País  | Año       |
| -------------------- | ----- | --------- |
| Deportes Melipilla   | Chile | 2010      |
| Provincial Talagante | Chile | 2011      |
| Trasandino           | Chile | 2012      |
| General Velásquez    | Chile | 2013      |
| Deportes Linares     | Chile | 2014-2015 |
| General Velásquez    | Chile | 2015      |

## Palmarés

### Como jugador

#### Torneos nacionales
| Título               | Equipo               | País  | Año  |
| -------------------- | -------------------- | ----- | ---- |
| Copa de la República | Universidad Católica | Chile | 1983 |
| Copa Chile           | Universidad Católica | Chile | 1983 |
| Primera División     | Universidad Católica | Chile | 1984 |
| Primera División     | Universidad Católica | Chile | 1987 |
| Primera División     | Universidad de Chile | Chile | 1994 |
| Primera División     | Universidad de Chile | Chile | 1995 |